# Área metropolitana de Trenton-Ewing
El Área Estadística Metropolitana de Trenton-Ewing, NJ MSA, como la denomina la Oficina del Censo de los Estados Unidos, es un Área Estadística Metropolitana centrada en las ciudades de Trenton y Ewing, que solo abarca el condado de Mercer en el estado de Nueva Jersey, Estados Unidos. Su población según el censo de 2010 es de 366.513 habitantes, convirtiéndola en la 138.º área metropolitana más poblada de los Estados Unidos.

## Área Estadística Metropolitana Combinada
Oficialmente, el área metropolitana es parte del Área Estadística Metropolitana Combinada de Nueva York-Newark-Bridgeport, NY-NJ-CT-PA CSA junto con:
- el Área Estadística Metropolitana de Nueva York-Norte de Nueva Jersey-Long Island, NY-NJ-PA MSA
- el Área Estadística Metropolitana de Bridgeport-Stamford-Norwalk, CT MSA
- el Área Estadística Metropolitana de New Haven-Milford, CT MSA
- el Área Estadística Metropolitana de Poughkeepsie-Newburgh-Middletown, NY MSA
- el Área Estadística Metropolitana de Kingston, NY MSA
- el Área Estadística Micropolitana de Torrington, CT µSA;

totalizando 22.085.649 habitantes en un área de 31.569 km², aunque de modo no oficial suele incluírsela como parte del área metropolitana del valle de Delaware.

## Principales comunidades del área metropolitana
- Trenton (ciudad principal o núcleo)
- Ewing (ciudad principal o núcleo)
- Hamilton Square
- Hightstown
- Hopewell
- Lawrenceville
- Pennington
- Princeton
- Princeton Junction
- Robbinsville